# エルジン・ベイラー
エルジン・ガイ・ベイラー (Elgin Gay Baylor, 1934年9月16日 - 2021年3月22日) は、アメリカ合衆国・ワシントンD.C.出身の元プロバスケットボール選手であり元指導者。1960年代、アメリカ男子プロバスケットボールリーグNBAの名門、ロサンゼルス・レイカーズで活躍した、史上最高のスモールフォワードの一人と目される往年の名選手である。
シアトル大学でプレーした後、1958年のNBAドラフトで全体1位指名を受けてレイカーズに入団。以後、新人王受賞、オールNBA1stチーム選出10回、NBAオールスターゲーム出場11回を誇るリーグを代表する選手として活躍した。彼とジェリー・ウェストを擁したレイカーズは強豪として60年代を過ごしたが、一方で8回進出したNBAファイナルでは尽くボストン・セルティックスの前に敗れており、ベイラーは1971年に現役から引退するまで一度も優勝を経験しなかった不運の選手としても知られている。しかしながら得点とリバウンドに長け、ことその身体能力を活かしたアクロバティックなプレーは、後のジュリアス・アービングやマイケル・ジョーダンらにも多大な影響をもたらし、ひいてはバスケットという競技そのものを大きく飛躍させたとして彼の業績は高く評価されている。NBAファイナルの最多得点数記録1位を保持している。1977年には殿堂入りを果たし、背番号「22」はレイカーズの永久欠番に指定され、NBA35周年、NBA50周年オールタイムチームにも名を連ねた。
引退後は1974年からニューオーリンズ・ジャズのコーチ陣に加わり、その後ヘッドコーチとして1979年まで同チーム指揮した。その後1986年から2008年の22年間に渡ってロサンゼルス・クリッパーズのゼネラルマネージャーを務めた。

## 経歴

### 生い立ち
エルジン・ガイ・ベイラーは1934年、ワシントンD.C.の貧しい家庭に生まれた。人種隔離政策が敷かれていた1930年代当時のアメリカの首都では、公共のプレーグラウンドでもアフリカ系アメリカ人の立入が厳しく制限されていたため、ベイラーがバスケットボールを始めることができたのは10代になってからだった。サウスウエスト・ボーイズクラブ、ブラウン中学校を経て、フェルプス高校に進学。同校には1952年まで在籍し、1年生時には平均18.5得点、2年生時には平均27.6得点を記録。カートーゾ高校との試合では44得点をあげている。コート上では華やかな成績を収めていたベイラーだが、学業面では順調とは言い難く、1952年にフェルプス高校を中退。家具店で働く傍ら、地域のレクリエーション・リーグでバスケットをプレーした。1953年、新設したスピンガーン高校に編入。6フィート5インチ（約196cm）、190ポンド（約86kg）の逞しい青年に成長した姿で再び高校バスケットのコートに現れたベイラーは、黒人としては初めてオール・メトロポリタンチームに選出され、さらに地区の年間最優秀選手にあたるSSAリビングストーントロフィーを受賞した。ベイラーはインターハイ2部リーグの8試合で平均36.1得点をあげ、また1954年2月3日に行われた古巣のフェルプス高校との試合では彼の得点力が爆発。前半だけで31得点をあげ、後半には4ファウルを犯し、あとファウル一つで退場という状況の中でさらに32得点を追加。最終的にはコロンビア特別区新記録となる63得点を記録した。

### 大学キャリア
素晴らしい成績を残して1954年にスピンガーン高校を卒業したベイラーだったが、学業での不振が祟り、バスケット名門大学からの勧誘は皆無だった。しかしスポーツ無名校のアイダホカレッジ（en:Albertson College of Idaho）からはバスケットとフットボールで奨学金を獲得。ベイラーはアイダホカレッジでの1954-55シーズンに平均31.3得点18.9リバウンドという成績を残すが、1954‐55シーズン終了後、アイダホカレッジはスポーツ奨学生への支援を縮小し、バスケットコーチも解雇。そのあおりを受けたベイラーもアイダホカレッジを去らなければならなくなった。ところがこの中退が、ベイラーにとっては思わぬ幸運となった。翌1955-56シーズンをシアトルのアマチュア・アスレチック・ユニオンチーム、ウエストサイド・フォードで過ごしたベイラーは、ここでの活躍がスカウトの目に留まり、シアトル大学への編入が決定。無名校のアイダホカレッジよりも遥かに格上のシアトル大でプレーするという大きなチャンスに恵まれたのである。
ベイラーはカレッジバスケのトップリーグでも大いに活躍。1956-57シーズンは平均29.7得点20.3リバウンドを記録。平均32.5得点19.3リバウンドを記録した1957‐58シーズンにはシアトル大チーフタンズをNCAAトーナメント決勝へと導いた。決勝では伝説の名将、アドルフ・ラップ指揮するケンタッキー大学と対決。シアトル大は72-84で敗退するが、ベイラーはトーナメントMVPにあたるMost Outstanding Playerを受賞した。シアトル大での2年のプレーで一気に名を挙げたベイラーはついにプロのスカウトからも注目を浴びるようになり、1958年のNBAドラフトではミネアポリス・レイカーズ（後のロサンゼルス・レイカーズ）から全体1位指名される。ベイラーは1955-56シーズンを大学でプレーしていないため、まだ1年間大学でプレー出来る資格を持っており、ベイラー自身シアトル大に残るつもりだった。しかしNBA最初期の1940年代後半から50年代前半にかけて5度の優勝を果たすも、偉大なセンター、ジョージ・マイカン引退後は成績が低迷し、フランチャイズ崩壊の危機に陥っていたレイカーズは、何としてもベイラーと契約を結びたかった。レイカーズはベイラーを熱心に勧誘し、当時としては破格の年2万ドルという契約を提示。彼らの熱意についに折れたベイラーは、1958-59シーズンからのレイカーズ入団を決意した。当時のレイカーズのオーナー、ボブ・ソートは1971年のロサンゼルスタイムズ紙のインタビューで、もしベイラーを獲得できなかったら「クラブは破産していただろう」と語っている。ベイラーの同期にはハル・グリア、ガイ・ロジャーズ、ウェイン・エンブリーらがいる。

### ミネアポリス・レイカーズ （1958 - 1960）
ベイラーのプロデビューは華々しいものだった。ベイラーはルーキーイヤーとなる1958-59シーズンにリーグ第4位となる平均24.9得点、第3位となる15.0リバウンドを記録。アシストでも高水準の平均4.1アシストと、彼のオールラウンドな才能を遺憾なく発揮した。NBAオールスターゲームにも選ばれ、24得点11リバウンドをあげてオールスターMVPをボブ・ペティットと共同受賞。当然のように新人王を受賞すると共に、オールNBA1stチームにも選出され、早くもリーグ最高峰の選手の一人として認められた。前年19勝53敗に沈んだレイカーズもベイラーの活躍で33勝39敗まで大幅に勝率を回復させた。プレーオフでは1回戦でデトロイト・ピストンズを2勝1敗で破ると、デビジョン決勝にて今後NBAファイナル進出を賭けて幾度となく争うことになるボブ・ペティット擁するセントルイス・ホークスと対戦。前年プレーオフ進出すら逃したレイカーズは前年チャンピオンチームのホークスを4勝2敗で破るという波乱を巻き起こし、ついにファイナル進出を果たして、ボストン・セルティックスとの初対決を迎えた。こうしてNBA史上最大の闘争として名高いレイカーズとセルティックスのライバル関係は始まったが、同時にベイラーの計8回にも及ぶファイナル敗退も始まった。レイカーズはビル・ラッセル、ボブ・クージー、ビル・シャーマンらを擁する磐石のセルティックスに屈辱の4戦全敗を喫したのである。
翌1959-60シーズンを控えて、フロント陣はレイカーズをよりベイラーに適したチームにするため、ベイラーにとってはシアトル大時代の恩師であるジョン・カステラーニをヘッドコーチに抜擢。黄金期のレイカーズの主力選手の一人だったヴァーン・ミッケルセンは引退し、ドラフトではルディー・ラルッソを指名。シーズン中にもディック・ガーメイカーやラリー・ファウストらを放出した。しかしベイラーは軍の召集のために夏のトレーニングキャンプには不参加となってしまい、準備不足のまま新シーズンを迎えた新生レイカーズはシーズン序盤から大きく負け越し、カステラーニはシーズン中にコーチを解任され、後任にはジム・ポラードが就いた。結局レイカーズは前年度割れの25勝50敗に終わったが、ベイラーは好調で仇敵セルティックス戦では当時のリーグ記録だったジョー・ファルクスが保持する1試合63得点を破る64得点をあげた。個人成績は平均29.6得点16.4リバウンド。通算2,074得点は従来なら得点王に輝いてもおかしくない成績だったが（当時のスタッツリーダーは平均ではなく通算で決められていた）、この年に怪人、ウィルト・チェンバレンがNBAデビューを飾り、37.6得点という前代未聞の数字を残して得点王の座をさらった。以後もベイラーは得点やリバウンドで高い数字を記録していくが、同時代にこのチェンバレンやビル・ラッセルらが存在したため、ついぞスタッツリーダーを獲得することはなかった。レギュラーシーズンのチーム成績は低迷したレイカーズだったが、プレーオフでは、1回戦で上位シードのピストンズを2戦2勝で破り、デビジョン決勝ではホークス相手に第7戦まで粘るという健闘を見せ、ベイラーはポストシーズン中に平均33.4得点を記録した。

### ロサンゼルス・レイカーズ （1960 - 1971）

#### 新天地と盟友
シーズン終了後にチームオーナーのボブ・ソートはフランチャイズをミネアポリスからロサンゼルスに移転することを決定。これによりレイカーズはアメリカ西海岸初のNBAチームとなり、NBAは名実共に全米規模のプロリーグとなった。レイカーズはこの大都市ロサンゼルスに根を下ろすことで大きく発展していくことになるが、西海岸のバスケットファンにいち早くNBAとレイカーズの存在を認めさせるうえで、ベイラーというスター選手の存在は欠かせなかった。そしてレイカーズはロサンゼルスへの移転に先立って、1960年のNBAドラフトでさらにもう一人のスター選手の獲得に成功する。後にザ・フォーラムの英雄となる全体2位指名されたウェストバージニア大学出身のジェリー・ウェストは、ベイラーにとっても得難い盟友となった。またチーム移転と同時にジム・ポラードは解任され、代わりにフレッド・シャウスが新ヘッドコーチに就任した。
ロサンゼルスへの移転と共にベイラーは全盛期を迎える。1960-61シーズン序盤の11月1日、ニューヨーク・ニックス戦では71得点25リバウンドを記録。28本のフィールドゴールと15本のフリースローを決めた71得点は自身が保持する記録を更新するNBA新記録となった。翌シーズンにはウィルト・チェンバレンが同じニックス相手に100得点という金字塔を達成するが、ニックス所属のリッチー・ゲリンは後に振り返って「断然エルジンのパフォーマンスの方が素晴らしかった」「ウィルトの試合では、彼ら（チェンバレンが所属するフィラデルフィア・ウォリアーズのチームメート）がウィルトのために記録を作ろうとしていた。エルジンの71得点は誰の手も借りてない。彼は自然の成り行きで得点していたんだ」と語っている。シーズン成績はチェンバレンに次ぐリーグ2位となる平均34.3得点、リーグ4位となる19.8リバウンド（ベイラーのキャリアハイ）、リーグ8位となる平均5.1アシストだった。ベイラーの大車輪の活躍とウェストの加入でチーム成績も上向き、前年より11勝分増の36勝43敗を記録。プレーオフ1回戦ではお馴染の相手、ベイリー・ハウエル擁するデトロイト・ピストンズを3年連続で破り、デビジョン決勝にてやはりお馴染み、3年連続の対戦となるセントルイス・ホークスと対決。この年も第7戦までもつれた末に3勝4敗で惜敗したが、レイカーズは1シーズンで早くもロサンゼルスのファンやハリウッドスターの心を掴み、当時のホームアリーナ、ロサンゼルス・メモリアル・スポーツ・アリーナのコートサイドにはドリス・デイやダニー・トーマス、ダイナ・ショア、パット・ブーンら著名人らの姿が見られるなど、レイカーズのロサンゼルス移転は大成功となった。

#### 宿敵と61
翌1961-62シーズンも引き続きベイラーは好調を維持。ベイラーのキャリアにおいてハイライトの一つにあげられる12月8日のフィラデルフィア・ウォリアーズ戦では、フィラデルフィアの怪物、チェンバレンがベイラーの記録を破る78得点をあげたのに対し、負けじとベイラーも63得点31リバウンドをあげ、トリプルオーバータイムの末にレイカーズを勝利に導いた。ベイラーはこの時正に全盛期の只中に居たが、この貴重な時期をベイラーは「軍の召集」によって奪われ、ベイラーは平日の大半をワシントン州フォートルイスにある陸軍基地で過ごし、レイカーズの試合には週末だけ出場することになった。フォートルイスとロサンゼルスをバスで行き来する日々を強いられたベイラーだったが、試合では移動と二重生活の疲れを微塵も見せず、シーズン成績は平均38.3得点（キャリアハイ）18.6リバウンド4.6アシストという素晴らしい数字を記録。また2年目のジェリー・ウェストがいよいよ頭角を現し、彼はこのシーズン平均30.8得点を記録。合わせてほぼ70得点をあげるベイラーとウェストのデュオはリーグ最強のワンツー・パンチとして周囲に恐れられるようになった。またベイラーの不在をルディー・ラルッソやフランク・セルヴィらが良く埋め、レイカーズはベイラー入団後かつてない好調なシーズンを送り、チーム初の50勝到達となる54勝26敗をあげた。ベイラーは48試合の出場に留まったものの4年連続となるオールNBA1stチームに選ばれ、同時にウェストも1stチーム入りを果たしている。このシーズン、宿敵のホークスが低迷したため、レイカーズはベイラー入団後初のプレーオフ第1シードを獲得。デビジョン決勝にてこれで4年連続の対決となるピストンズを4勝2敗で破り、3年ぶりのファイナル進出を決めた。
そしてファイナルの地で待っていたのが、当時ファイナル3連覇中だったボストン・セルティックスだった。前回の対戦、ほぼベイラーのワンマンチームだったレイカーズは為す術なくセルティックスの前に散ったが、ウェストという強力な新戦力を得た今回、レイカーズは王者セルティックス相手にも堂々と渡り合った。ボストンでの最初の2試合を1勝1敗で切り抜けたレイカーズは、15,180人という当時としては記録的な観衆が詰め掛けたロサンゼルスのスポーツ・アリーナでの試合では、同点で迎えた残り時間3秒で、ウェストがスティールからの劇的な決勝ブザービーターを決め、117-115でレイカーズが勝利。この瞬間の熱狂は興奮した観客が暴動を起こすほどだった。レイカーズはファイナルで初めてセルティックスに対し1勝分リードしたが、続く第4戦はセルティックスが勝利し、2勝2敗でボストン、ザ・ガーデンでの第5戦を迎える事になった。この敵地で、ベイラーは一世一代のパフォーマンスを見せる。彼はこの試合で61得点22リバウンドを記録。61得点は当時のプレーオフ新記録であり（現在はマイケル・ジョーダンの63得点に次ぐ歴代2位）であり、今もなお破られていないファイナル史上歴代1位の記録である。この日、ベイラーとマッチアップしたディフェンスの名手サッチ・サンダースは「まるで機械のようだった」とベイラーのプレーに舌を巻いたが、当の本人は試合後のインタビューで「覚えているのは試合に勝ったことだけ。自分が何点取ったかなんて全く頭になかったよ」と答えている。ベイラーの圧倒的なプレーで重要な第5戦を126-121で勝利したレイカーズは、ついにファイナル制覇に王手を掛けたが、しかしロサンゼルスに戻った第6戦を落としてしまい、天王山の第7戦を敵地ボストンで迎えた。絶対に負けられないこの試合でベイラーは奮戦し、セルティックスが誇るトム・ヘインソーン、サッチ・サンダース、ジム・ロスカトフら3人の好フォワードのマークを物ともせずに次々と得点をあげ、ついにはヘインソーンをファウルアウトに追いやった。試合は終盤までもつれにもつれた激戦となり、100-100の同点で残り5秒を迎えた。タイムアウトを挟んでレイカーズのスローイン。セルティックスはこの日も大活躍のベイラーとウェストを徹底マークしたが、左ベースライン際に立つレイカーズのフランク・セルヴィがフリーとなる。ボールを受け取ったセルヴィは7～8フィートの位置から、見通しのよいゴールに向けてジャンプショットを放った。伝説の8連覇時代のセルティックス最大の危機の場面であり、60年代のレイカーズが最も優勝に近づいた瞬間だったが、ボールはネットを揺らさなかった。このとき、ベイラーはゴールの直下におり、ボールがバスケットを通過しないとみるやタップするためにすぐにジャンプしたが、ボールはまだリムから落ち切っておらず（この時にボールに触れてしまうと、ボールをバスケットに入れても得点は無効となる）、ベイラーはボールに触れることができないまま地面に着地してしまった。その直後にラッセルが跳び、彼はリムから零れるボールを確保。観客の悲鳴と安堵の溜息と共にブザーが鳴り、試合はオーバータイムへ突入した。レイカーズはオーバータイムでついに力尽き、107-110で敗北。ベイラーとレイカーズの優勝の夢は儚く散ったが、1962年のファイナルはベイラーの61得点を筆頭に多くの名場面が刻まれた名シリーズとなった。
軍から解放された1962-63シーズン、ベイラーは80試合全てに出場し、平均34.0得点（リーグ2位）14.3リバウンド（同5位）4.8アシスト（同6位）、FT成功率83.7%（第3位）を記録。主要スタッツ4部門でリーグトップ6入りを果たすという快挙を達成した。チームはウェストがシーズン終盤に怪我で離脱するも53勝27敗と前年に引き続き50勝以上を維持。ウェストはプレーオフには間に合い、デビジョン決勝でホークスを破って2年連続でファイナルに進出、セルティックスと3度目の対決を迎えた。1勝3敗と苦境に立たされた状況で迎えたボストンでの第5戦では、ベイラーが43得点、ウェストが32得点と爆発し、126-119でレイカーズが勝利。レイカーズの逆転優勝を期待して止まないレイカーズファンは、第6戦が行われるスポーツ・アリーナに大挙して押し寄せた。しかしすでにチケットは完売しており、中に入れないと知ったおよそ5,000人のレイカーズファンの間で暴動が発生し掛けたため、レイカーズ経営陣は急遽監視カメラを使用してのテレビ観戦シートを用意し、チケットを2.5ドルで販売して騒動を治めた（当時、テレビによるNBAの試合中継はまだ極僅かであり、レイカーズGMのルー・モーズはこれを「テレビ有料放送の実験になった」と語っている）。このようにロサンゼルス市民から熱烈な応援を受けて第6戦は始まったが、しかしレイカーズは彼らの期待に応えられなかった。試合は112-109でセルティックスが勝利し、レイカーズとベイラーは2年連続、3回目のファイナル敗退を経験した。

#### 悲鳴をあげる肉体
彼の膝を痛みが襲い始めたのは1960年代初頭の頃からだった。膝にカルシウム沈着が起き、彼は膝に走る痛みと戦いながらプレーしなければならなかった。そして1963-64シーズンには膝の痛みが本格的に彼のプレーを蝕み始めるも、それでもベイラーは毎試合40分以上の出場をこなした。しかし痛みの影響は明らかで、このシーズンのベイラーの成績は平均25.4得点12.0リバウンド4.4アシストと前年度を大きく下回り、彼の失速でレイカーズもやはり前年度を大きく下回る42勝38敗に留まり、プレーオフではホークスに敗れている。ベイラーのパフォーマンスはこのシーズンを境に明らかな低下が見られ、以後、彼の平均得点が30点を上回ることはなかった。
1964-65シーズンもベイラーは膝の痛みに苦しんだが、平均41.3分の出場と肉体を酷使し、平均27.1得点12.8リバウンド3.8アシストの成績を残す。レイカーズはベイラーの奮戦やウェストらの活躍で49勝31敗まで勝率を回復させ、プレーオフの第1シードを獲得した。そしてボルチモア・ブレッツとのデビジョン決勝を迎えたのだが、ここで悲劇が起きた。4月3日の第1戦。この日2本目のシュートを放とうとしたベイラーの膝に激痛が走った。左膝の靭帯が破損したのである。この時、ベイラーは自身の靭帯が損傷する音をはっきりと聞いたという。ベイラーはすぐに医務室へと運ばれ、以後のシリーズを全休。彼の1965年のプレーオフは僅か5分で終わったのである。レイカーズはベイラーを欠きながらもウェストとルディー・ラルッソらが善戦し、ブレッツを破ってファイナルに進出するも、セルティックスに四度敗れている。
ベイラーを診た医師は、彼のバスケットキャリアはすでに尽きたと判断し、そのことをベイラー本人に伝えた。靭帯は大きく裂け、膝蓋骨も損傷していたのである。しかし夏のトレーニングキャンプを前にして膝の痛みは引き、ベイラーは自分にはまだ機動力が残されていると感じた。ベイラー自身、もう二度と歩けなくなるのではないかとすら思っていたが、夏のキャンプでは全力で走れるまでに回復していた。しかし全盛期の動きを取り戻すには至らなかった。全盛期のベイラーのプレーはドライブやリバウンドで恐れを知らぬアプローチを見せて周囲を感嘆させたものだが、それも彼の類まれな身体能力があったればこそだった。ベイラー本人、当時の自分の力を全盛期の「75%程度」と語っている。それでもなお、ベイラーはその他大多数のNBA選手よりも優秀だった。ベイラーは1965-66シーズンに65試合に出場し、平均30.4分の出場で16.6得点9.6リバウンド3.4アシストといずれも過去最低の数字を記録。ルーキーイヤーから続けてきたオールスター出場、オールNBA1stチーム入りも7年で途絶えた。しかしレイカーズというチームにおいてベイラーはもはや数字上だけの存在ではなくなっていた。ベイラーに代わってエースとしてチームを牽引したウェストは平均31.3得点を記録。またウォルト・ハザードや後にウェストと強力なバックコートを組むゲイル・グッドリッチら新戦力もチームに活力をもたらし、レイカーズは45勝35敗と前年度よりも勝率は下がったが第1シードを確保して、デビジョン決勝にて宿敵ホークスとの対決を4勝3敗で制し、ファイナルに進出した。そしてファイナルの地で待っていたのが当時ファイナル7連覇中の仇敵ボストン・セルティックスである。1959年の初対決から8年。セルティックスの陣容も大きく変わり、ビル・ラッセルは絶対的な大黒柱として健在ながらもボブ・クージーやビル・シャーマン、トム・ヘインソーンらの姿はすでに無く、サム・ジョーンズやジョン・ハブリチェックらがチームの中核を担っていた。レギュラーシーズン54勝とレイカーズの勝率を大きく上回るセルティックスに、レイカーズは今回も惨敗を喫するかに思われた。しかし満身創痍のベイラーが奮戦。ボストンでの第1戦で序盤20-38と大きく引き離されながらも、ベイラーの36得点の活躍でオーバータイムの末に133-129でレイカーズが勝利した。第5戦でもベイラーは41得点をあげるなど大活躍を見せ、手負いのベイラーの活躍に鼓舞されたレイカーズは第7戦まで粘ったものの、最後は93-95の僅か2点差で敗退。今回もセルティックスを追い詰めながら、優勝には手が届かなかった。
1年前には周囲の誰もが、本人すらも「ベイラーは終わった選手」と信じていたが、1966-67シーズンにベイラーは成績を平均26.6得点（リーグ4位）12.8リバウンド（リーグ9位）3.8アシストまで回復させ、オールスターとオールNBA1stチームにも復帰し、一流選手へと返り咲いた。しかしプレーオフではリック・バリー率いるサンフランシスコ・ウォリアーズの前に3戦全敗を喫している。なお、レイカーズの前に尽く立ちはだかったセルティックスはこの年、ウィルト・チェンバレン率いるフィラデルフィア・76ersに破れ、9年ぶりに王座を明け渡している。レイカーズは1967-68シーズンを前に7年間チームを指揮したフレッド・シャウスをヘッドコーチから解任。後任にブッチ・ヴァン・ブレダ・コルフを抜擢した。レイカーズはベイラーにウェスト、ゲイル・グッドリッチ、アーチー・クラークの新しい核で新シーズンに臨み、52勝30敗の成績を記録。ベイラーは平均26.0得点12.2リバウンド4.6アシストを記録。当時の得点王は平均ではなく通算で決められており、このシーズンにベイラーは通算2,002得点をあげたが、これはデトロイト・ピストンズのデイブ・ビンに次ぐリーグ2位の記録だった。プレーオフではシカゴ・ブルズ、サンフランシスコ・ウォリアーズを破って6回目のファイナルに進出。前年度チェンバレンの76ersに敗れたセルティックスだったが、この年は76ersにしっかりとリベンジを果たし、レイカーズとセルティックスは6度目の対決を迎えた。レイカーズとベイラーは今回もセルティックスを打倒することが出来ず、2勝4敗で敗れた。

#### ビッグスリー
ベイラーを獲得して以来10年、6回ファイナルに出場しながらいずれもセルティックスに敗れたレイカーズは、1968-69シーズンを前に大きな賭けに出た。NBAの怪物、ウィルト・チェンバレンをフィラデルフィア・76ersから獲得したのである。ガードとフォワードのポジションにそれぞれ史上最高クラスの選手を置きながらファイナルで勝てないレイカーズにとって、セルティックスに大きく遅れを取っていたのがセンターだった。セルティックスには偉大なセンター、ビル・ラッセルが所属していたが、当時彼に対抗できた唯一のセンターがチェンバレンであり、そして彼には1967年にセルティックスを破って優勝したという大きな実績があった。エルジン・ベイラーにジェリー・ウェスト、そしてウィルト・チェンバレンという脅威のトリオはビッグスリーとして大きな注目を集め、新シーズンが始まるとウェストは平均25.9得点6.9アシスト、ベイラーは平均24.8得点10.6リバウンド5.4アシスト、チェンバレンは平均20.5得点21.1リバウンドと3人全員が平均20得点以上を記録。しかしウェストが21試合を欠場したため、勝率は55勝27敗と劇的な伸びは見せなかった。ベイラーはオールNBA1stチームに、ウェストは2ndチームに選ばれたが、チェンバレンはデビュー以来続けてきたオールNBAチーム入りを逃している。プレーオフでは1回戦でサンフランシスコ・ウォリアーズを4勝2敗で破り、デビジョン決勝ではアトランタに本拠地を移したアトランタ・ホークスと対決。過去、レイカーズと幾度となく激戦を繰り広げたライバル選手の一人、ボブ・ペティットはすでに引退しており、彼を継いでルー・ハドソンが新エースとしてチームを牽引していた。レイカーズはこの宿敵を4勝1敗で破り、ファイナルに進出。王者、セルティックスと7度目の、そして1960年代最後の対決を迎えた。このファイナルはベイラーの相棒、ウェストの目覚しい活躍で知られており、第1戦で彼は51得点、第2戦では41得点を記録。そしてベイラーは膝の痛みに苦しみながらも、第2戦のレイカーズの最後の12得点を一人であげるという活躍をし、レイカーズがロサンゼルスでの2連戦を連勝。王者セルティックスに対し2勝0敗と大きくシリーズをリードした。ところが続くボストンでの2連戦ではセルティックスの反撃に遭い、2勝2敗のタイに戻される。ロサンゼルスでの第5戦はレイカーズが制し、3勝2敗でついにシリーズ王手を掛けたが、ここまで獅子奮迅のプレーを見せるウェストが膝を故障するというアクシデントに見舞われ、第6戦は敗北。3勝3敗のタイでロサンゼルスでの最終戦を迎える。ウェストは怪我を押して第7戦にも強行出場するが、ベイラー、ウェストいずれも膝に故障を抱え、さらに今度はチェンバレンまでもが試合中に膝の痛みを訴え、試合終盤にベンチに下げられるという事態に陥り、万全の状態で戦えなかったレイカーズは第7戦を落とし、またしてもセルティックスに優勝を阻まれるという結果となった。ウェストは第7戦でも42得点13リバウンド12アシストと大活躍し、この年から新設されたファイナルMVPを受賞という栄誉に浴すも、チェンバレンを獲得してもなおセルティックスの前に7度目の敗北を喫するという現実は彼らに重く圧し掛かった。そして膝に爆弾を抱えてもなおトップレベルのプレーでレイカーズを牽引してきたベイラーの背中を、少しずつ「引退」という影が覆いつつあった。

#### キャリア終盤
酷使してきた膝は1969-70シーズン、ついにベイラーの肉体を支えきれなくなり、このシーズンの彼の出場を54試合に制限した。それでもなお、ベイラーは平均41.0分の出場を強行。平均24.0得点10.4リバウンド5.4アシストという立派な成績を残し、オールNBAチームの選考からは漏れたが、オールスターには選らばれた。ベイラーに加え、チェンバレンまでも長期欠場したレイカーズは前年度を大きく下回る46勝36敗の成績に終わったが、プレーオフでは新興チームのフェニックス・サンズやアトランタ・ホークスを破って3年連続でファイナル進出を果たす。しかしファイナルで待っていたのは仇敵セルティックスではなかった。セルティックスは大黒柱のビル・ラッセルが引退し、11年に及ぶ王朝の歴史に自ら幕を降ろしていた。ラッセルの引退とセルティックスの凋落でリーグの勢力図は大きく塗り変わり、リーグ全体を世代交代という波が覆う。ファイナルに到達するまでにレイカーズが蹴散らしたサンズもホークスも若手や中堅の選手が中心であり、3人全員がキャリア10年以上のビッグスリーが中心であるレイカーズはベテラン選手の集まりだった。そしてファイナルで彼らの前に立ちはだかるニューヨーク・ニックスもまた、ウィリス・リードとウォルト・フレイジャーという20代半ばの選手を中心とした新世代のチームだった。ベイラーは第4戦でシリーズを2勝2敗のタイに戻す30得点をあげるなど、新世代の選手相手にも奮戦してみせたが、第7戦でのウィリス・リードの英雄的な行動でレイカーズは敗戦。セルティックスによる支配が終わってもなお、レイカーズとベイラーはファイナルで勝つことができなかった。
1970-71シーズン、ついにベイラーの膝の爆弾が弾ける。ベイラーは2試合出場しただけで、残り80試合を欠場。プレーオフにも彼の姿はなく、彼を欠いたレイカーズはデビジョン決勝でミルウォーキー・バックスに敗退。4年ぶりにファイナル進出を逃している。NBA2年目のカリーム・アブドゥル＝ジャバー擁するバックスはファイナルも制し、優勝を遂げている。

#### 引退
優勝の夢を諦めきれないベイラーは、満身創痍の状態で1971-72シーズンのコートに強行復帰した。平均11.8得点6.3リバウンドと全盛期には程遠い内容ながらもベイラーは懸命にプレーしたが、シーズン開幕して9試合目で彼は自ら自身のキャリアに終止符を打つことを決めた。10月31日のゴールデンステート・ウォリアーズ戦、105-109の敗戦が、彼のラストゲームとなった。11月4日、ベイラーは記者会見を開き、引退を表明。当時37歳。12年のNBAキャリアに幕を引いた。
ところが、彼のNBAでの物語りはもう少し続く事になる。多くのチームメートは彼の引退を記者会見を通して知り、翌5日のボルチモア・ブレッツ戦を迎えた。ここまで6勝3敗とまずまずの新シーズンのスタートを切っていたレイカーズだが、彼らは一夜にしてまったく別のチームに生まれ変わっていた。彼らはこのブレッツ戦を皮切りに、驚異の33連勝を飾るのである。ベイラーの引退から始まったこの33連勝にベイラーが無関係であるはずもなく、レイカーズを12年に渡って支え続けた、言わばレイカーズの魂と言えるベイラーの引退が、チームに結束力をもたらしたと言われている。勝ちに勝ちまくったレイカーズは69勝13敗の圧倒的な成績を収めると、プレーオフも勝ち抜いてファイナルを制してしまう。自分が引退した直後にチームが悲願の優勝を果たしてしまうという、ベイラー本人にとっては何とも皮肉な結果となったが、彼の引退は最後にロサンゼルスのファンに素晴らしい置き土産を残すことになった。

### 引退後

#### コーチキャリア
ベイラーは1974年からニューオーリンズ・ジャズのヘッドコーチに就任し、スコッティ・ロバートソンの解任に伴って、1試合だけ臨時ヘッドコーチとして指揮をとり、現役時代にレイカーズのヘッドコーチだったブッチ・ヴァン・ブレダ・コルフに引き継いだ。そして1976-77シーズンから正式にヘッドコーチに就任し、ピート・マラビッチなどを指導した。ベイラーは1978-79シーズンまで指揮したが、その間1度もジャズをプレーオフに導くことはできず、221試合86勝135敗、勝率.389の成績だった
。

#### クリッパーズ・GM職
ベイラーは1986年にロサンゼルス・クリッパーズの球団副社長に就任。2008年までの22年間に渡ってゼネラルマネージャーとしてチームの運営に携わった。1990年代にはダニー・マニングを、2000年代にはエルトン・ブランドを中心にしてチーム造りをし、計4回のプレーオフ進出に成功。31年ぶりにプレーオフ1回戦を突破した2006年には優秀なGMに贈られるエグゼクティブ・オブ・ザ・イヤーを受賞している。しかし残る18のシーズンは全て負け越している。2008年10月に退職した時、ベイラーは74歳だった。2009年2月、ベイラーは在職中に差別的な扱いを受け、彼の解任も人種的な差別があったとしてクリッパーズのオーナー、ドナルド・スターリングを訴えた。

## NBA個人成績
| シーズン     | チーム       | GP  | MPG  | FG%  | FT%  | RPG  | APG | PPG  |
| ------------ | ------------ | --- | ---- | ---- | ---- | ---- | --- | ---- |
| 1958–59      | MNL          | 70  | 40.8 | .408 | .777 | 15.0 | 4.1 | 24.9 |
| 1959–60      | MNL          | 70  | 41.0 | .424 | .732 | 16.4 | 3.5 | 29.6 |
| 1960–61      | LAL          | 73  | 42.9 | .430 | .783 | 19.8 | 5.1 | 34.8 |
| 1961–62      | LAL          | 48  | 44.4 | .428 | .754 | 18.6 | 4.6 | 38.3 |
| 1962–63      | LAL          | 80* | 42.1 | .453 | .837 | 14.3 | 4.8 | 34.0 |
| 1963–64      | LAL          | 78  | 40.6 | .425 | .804 | 12.0 | 4.4 | 25.4 |
| 1964–65      | LAL          | 74  | 41.3 | .401 | .792 | 12.8 | 3.8 | 27.1 |
| 1965–66      | LAL          | 65  | 30.4 | .401 | .739 | 9.6  | 3.4 | 16.6 |
| 1966–67      | LAL          | 70  | 38.7 | .429 | .813 | 12.8 | 3.1 | 26.6 |
| 1967–68      | LAL          | 77  | 39.3 | .443 | .786 | 12.2 | 4.6 | 26.0 |
| 1968–69      | LAL          | 76  | 40.3 | .447 | .743 | 10.6 | 5.4 | 24.8 |
| 1969–70      | LAL          | 54  | 41.0 | .486 | .773 | 10.4 | 5.4 | 24.0 |
| 1970–71      | LAL          | 2   | 28.5 | .421 | .667 | 5.5  | 1.0 | 10.0 |
| 1971–72      | LAL          | 9   | 26.6 | .433 | .815 | 6.3  | 2.0 | 11.8 |
| 通算         | 通算         | 846 | 40.0 | .431 | .780 | 13.5 | 4.3 | 27.4 |
| オールスター | オールスター | 11  | 29.2 | .427 | .796 | 9.0  | 3.5 | 19.8 |

参照:
| 年度 | チーム | GP  | MPG  | FG%  | FT%  | RPG  | APG | PPG  |
| ---- | ------ | --- | ---- | ---- | ---- | ---- | --- | ---- |
| 1959 | MNL    | 13  | 42.8 | .403 | .770 | 12.0 | 3.3 | 25.5 |
| 1960 | MNL    | 9   | 45.3 | .474 | .840 | 14.1 | 3.4 | 33.4 |
| 1961 | LAL    | 12  | 45.0 | .470 | .824 | 15.3 | 4.6 | 38.1 |
| 1962 | LAL    | 13  | 43.9 | .438 | .774 | 17.7 | 3.6 | 38.6 |
| 1963 | LAL    | 13  | 43.2 | .442 | .825 | 13.6 | 4.5 | 32.6 |
| 1964 | LAL    | 5   | 44.2 | .378 | .775 | 11.6 | 5.6 | 24.2 |
| 1965 | LAL    | 1   | 5.0  | .000 | –    | 0.0  | 1.0 | 0.0  |
| 1966 | LAL    | 14  | 41.9 | .442 | .810 | 14.1 | 3.7 | 26.8 |
| 1967 | LAL    | 3   | 40.3 | .368 | .750 | 13.0 | 3.0 | 23.7 |
| 1968 | LAL    | 15  | 42.2 | .468 | .679 | 14.5 | 4.0 | 28.5 |
| 1969 | LAL    | 18  | 35.6 | .385 | .630 | 9.2  | 4.1 | 15.4 |
| 1970 | LAL    | 18  | 37.1 | .466 | .741 | 9.6  | 4.6 | 18.7 |
| 通算 | 通算   | 134 | 41.1 | .439 | .769 | 12.9 | 4.0 | 27.0 |

参照:

## 業績
ベイラーはしばしば史上最も偉大なスモールフォワードにあげられる選手である。彼には同時代に活躍したウィルト・チェンバレンのような1試合100得点や、ビル・ラッセルのような11回の優勝、オスカー・ロバートソンのような平均トリプル・ダブルなどの、目に見える、数字で測ることのできる実績は持っていない。NBAファイナルに8回出場しながら、彼の手元には一つのチャンピオンリングもない。スタッツリーダーを獲得したことも、シーズンMVPを受賞したことも、1度もない。それでも、彼と同時代にプレーした多くの選手は、「彼こそ史上最高のスモールフォワードである」と賞賛を惜しもうとしない。
ベイラー登場以前のバスケットボールは単調なものだった。シュートはワンハンドによるセットシュートとランニングフック。リバウンドを取り、コートを走り、急いでシュートを打つの繰り返し。それは単調なルーチンワークでしかなかった。ダンクシュートをする者は殆どおらず、リムより上で戦うことを許されたのはビル・ラッセルやジョージ・マイカンのような一部の選ばれたビッグマンだけだった。ベイラーの登場が全てを変えた。彼は重力に逆らった。彼は左サイドから力強いドライブでペイントエリアに迫り、ゴールに向けてジャンプ。同時にジャンプした他の選手がコートに着地しても、ベイラーだけはまだ宙を滑空したままであり、驚くべきボディバランスと力強い腕の振りでボールをリムに叩きつけた。ベイラーの滞空力とボディバランスは見る者にこう言わせた。「1000のムーヴを持つ男」と。ベイラーの登場と共に、バスケットにおける本格的な空中戦は始まったのであり、ベイラーとラッセルが、バスケットを二次元のスポーツから三次元のスポーツへと進化させたのである。NBA.com やバスケットボール殿堂公式HP を始め、多くの媒体でベイラーの功績をこう評している。「ベイラーなくして後のコニー・ホーキンズ、ジュリアス・アービング、マイケル・ジョーダンの登場はなかっただろう」と。
ベイラーは派手なダンクや鋭いドライブといった身体能力任せの選手だけではなかった。ウェストはベイラーを「これまで見た中で最も素晴らしいシューターの一人」と評しており、ジャンプショットも彼の得意なシュートの一つであり、キャリアのフリースロー成功率も当時としては高水準の78.0%だった。ドライブからのダンクやバンクショット、ジャンプシュートと彼のシュートオプションは非常にバラエティに富んでおり、フォワードでありながら屈強な肉体とパワーを利用して、あのビル・ラッセルに対してさえもポストアップしたほどである。また自分だけで点を取るのではなく、チームメートの得点チャンスも演出するなど、アシスト能力にも長けていた。彼は偉大な、そして過小評価されたリバウンダーでもあった。ベイラーが1960-61シーズンに記録した平均19.8リバウンドよりも勝る数字を残したNBA選手は歴史上でも5人のみであり、196ｃｍ以下の選手の中では最高の数字である。

### 評価
ベイラーは引退後の1977年にバスケットボール殿堂入りし、背番号「22」はロサンゼルス・レイカーズの永久欠番となった。1980年のNBA35周年、1996年のNBA50周年に発表されたオールタイムチームにも選ばれている。2009年にスラムマガジンが発表したNBA選手歴代トップ50では11位にランクされた。

### 通算成績
得点、リバウンド、アシストの成績は下記の通りである。
|              | レギュラーシーズン (14シーズン) | レギュラーシーズン (14シーズン) | レギュラーシーズン (14シーズン) | ポストシーズン (12シーズン) | ポストシーズン (12シーズン) |
| ------------ | ------------------------------- | ------------------------------- | ------------------------------- | --------------------------- | --------------------------- |
| 846試合総計  | ゲーム平均                      | 40分平均                        | 134試合総計                     | ゲーム平均                  |                             |
| ポイント数   | 23,149                          | 27.4                            | 27.3                            | 3,623                       | 27.0                        |
| リバウンド数 | 11,463                          | 13.5                            | 13.5                            | 1,725                       | 12.9                        |
| アシスト数   | 3,650                           | 4.3                             | 4.3                             | 541                         | 4.0                         |

### 主な受賞トピックス
1. NCAA男子バスケットボールトーナメントMOP：1958
2. NCAAオールアメリカ2ndチーム：1957
3. NCAAオールアメリカ1stチーム：1958
4. NBAルーキー・オブ・ザ・イヤー：1959
5. オールスターゲーム出場：11回 (1959-1965, 1967-1970)
6. オールスターゲームMVP：1回 (1959)
7. NBAオール1stチーム選出：10回 (1959-1965, 1967-1969)
8. バスケットボール殿堂：1977
9. NBA35周年オールタイムチーム：1980
10. NBA50周年記念オールタイムチーム：1996
11. NBA最優秀役員賞：2006

### 主な記録
1. キャリア平均27.4得点はNBA歴代4位。引退選手の中では歴代3位。
2. キャリア平均13.5リバウンドはNBA歴代9位。
3. NBAファイナルでの1試合61点（1962年4月24日対セルティックス）は歴代1位。　※プレーオフ歴代2位
4. レギュラーシーズンでの1試合71得点（1960年11月15日対ニックス）は歴代8位。
5. キャリア通算11,463リバウンドはレイカーズのフランチャイズ記録。

※順位はいずれも2010年付け

## エピソード
- ベイラーがプレーした1950年代から60年代当時のアメリカは、未だ人種差別が色濃く残っていた時代であり、リーグの内外でアフリカ系アメリカ人選手への差別的扱いが蔓延していた。ベイラーらレイカーズ一行が、エキシビジョンゲームのためにレイカーズ所属のホット・ロッド・ハンドリーの故郷、ウェストバージニア州チャールストンに訪れた際には、ベイラーにブー・エリス、エド・フレミングの3人の黒人選手がホテルへの宿泊やレストランでの食事を拒否された。エキシビジョンゲーム前、ロッカールームでユニフォームに着替えていないベイラーを見つけたハンドリーは、自分の故郷が彼にした仕打ちを詫び、「我々は友人だ。そしてここは私の故郷だ。私のためにユニフォームを着て欲しい」とベイラーに頼んだが、ベイラーは「君は私の友人だ。しかしロッド、私もまた人間なんだ。私は人間として扱われたいだけなんだ」と、最後までエキシビジョンゲームへの出場を拒んだ。数日後、ベイラーはチャールストン市長から謝罪の電話を受けた。2年後に同地で開催されたオールスターゲームにベイラーは出席し、彼の宿泊を拒否したホテルに泊まり、彼の立入を拒んだレストランで食事した。
- 1960年1月、ベイラーらが搭乗するレイカーズの専用機が吹雪のためにトウモロコシ畑に強行着陸するというアクシデントがあった。幸い機は無事着陸に成功し、負傷者は出なかった。
- シアトル大学（NCAAトーンメント決勝）、ロサンゼルス・レイカーズ（NBAファイナル）で9度決勝に進出しながら優勝に導けず、クリッパーズでも勝ち星に恵まれない状況が続いていることから、「エルジン・ベイラーの呪い」の存在が示唆されている。